# HD154228
HD154228 — хімічно пекулярна зоря спектрального класу A1, що має видиму зоряну величину в смузі V приблизно  5,9.
Вона  розташована на відстані близько 263,5 світлових років від Сонця.

## Фізичні характеристики
Зоря HD154228 обертається 
порівняно повільно 
навколо своєї осі. Проєкція її екваторіальної швидкості на промінь зору становить  Vsin(i)= 42км/сек.

## Пекулярний хімічний склад
Зоряна атмосфера HD154228 має підвищений вміст 
Si
.